# Liste der Bodendenkmäler in Gerzen
Auf dieser Seite sind die Bodendenkmäler in der niederbayerischen Gemeinde Gerzen zusammengestellt. Diese Tabelle ist eine Teilliste der Liste der Bodendenkmäler in Bayern. Grundlage ist die Bayerische Denkmalliste, die auf Basis des Bayerischen Denkmalschutzgesetzes vom 1. Oktober 1973 erstmals erstellt wurde und seither durch das Bayerische Landesamt für Denkmalpflege geführt wird. Die folgenden Angaben ersetzen nicht die rechtsverbindliche Auskunft der Denkmalschutzbehörde.

## Bodendenkmäler in Gerzen
| Lage       | Objekt                                                                                              | Akten-Nr.     | Bild |
| ---------- | --------------------------------------------------------------------------------------------------- | ------------- | ---- |
| (Standort) | Turmhügel des Mittelalters.                                                                         | D-2-7440-0086 |      |
| (Standort) | Siedlung der Linearbandkeramik und der Münchshöfener Gruppe.                                        | D-2-7440-0087 |      |
| (Standort) | Siedlung der Altheimer Gruppe.                                                                      | D-2-7440-0088 |      |
| (Standort) | Siedlung der Stichbandkeramik und der Metallzeiten, u. a. der Latènezeit                            | D-2-7440-0089 |      |
| (Standort) | Siedlung des Neolithikums (Altheimer Gruppe), der Bronze- und Latènezeit.                           | D-2-7440-0090 |      |
| (Standort) | Siedlung des Neolithikums.                                                                          | D-2-7440-0091 |      |
| (Standort) | Siedlung des Neolithikums oder der Bronzezeit.                                                      | D-2-7440-0093 |      |
| (Standort) | Siedlung der Gruppe Oberlauterbach, der Münchshöfener und der Altheimer Gruppe                      | D-2-7440-0094 |      |
| (Standort) | Verebnete Grabhügel der Bronze- oder Urnenfelderzeit.                                               | D-2-7440-0095 |      |
| (Standort) | Siedlung des Neolithikums u. a. der Linearbandkeramik, der Gruppe Oberlauterbach                    | D-2-7440-0097 |      |
| (Standort) | Siedlung des Neolithikums und der Latènezeit.                                                       | D-2-7440-0098 |      |
| (Standort) | Siedlung vorgeschichtlicher und neolithischer Zeitstellung, u. a. der Gruppe Oberlauterbach         | D-2-7440-0099 |      |
| (Standort) | Siedlung des Neolithikums, u. a. wohl der Altheimer Gruppe, der Metallzeiten                        | D-2-7440-0100 |      |
| (Standort) | Siedlung vor- und frühgeschichtlicher Zeitstellung, u. a. der Latènezeit.                           | D-2-7440-0101 |      |
| (Standort) | Siedlung der Stichbandkeramik/Gruppe Oberlauterbach, der Münchshöfener Gruppe                       | D-2-7440-0102 |      |
| (Standort) | Siedlung und verebneter Kreisgraben vor- und frühgeschichtlicher Zeitstellung.                      | D-2-7440-0103 |      |
| (Standort) | Siedlung vor- und frühgeschichtlicher Zeitstellung.                                                 | D-2-7440-0104 |      |
| (Standort) | Verebnetes Grabenwerk vor- und frühgeschichtlicher Zeitstellung.                                    | D-2-7440-0105 |      |
| (Standort) | Verebnete vorgeschichtliche Grabhügel und bzw. oder Siedlung vor- und frühgeschichtlicher Zeit      | D-2-7440-0106 |      |
| (Standort) | Verebneter Grabhügel vorgeschichtlicher Zeitstellung und Siedlung vor- und frühgeschichtlicher Zeit | D-2-7440-0107 |      |
| (Standort) | Siedlung und Körpergräber vor- und frühgeschichtlicher Zeitstellung.                                | D-2-7440-0108 |      |
| (Standort) | Siedlung vor- und frühgeschichtlicher Zeitstellung.                                                 | D-2-7440-0109 |      |
| (Standort) | Siedlung der Münchshöfener Gruppe.                                                                  | D-2-7440-0112 |      |
| (Standort) | Siedlung vor- und frühgeschichtlicher Zeitstellung, u. a. des Neolithikums.                         | D-2-7440-0113 |      |
| (Standort) | Siedlung vor- und frühgeschichtlicher Zeitstellung.                                                 | D-2-7440-0114 |      |
| (Standort) | Siedlung der Latènezeit.                                                                            | D-2-7440-0115 |      |
| (Standort) | Siedlung vor- und frühgeschichtlicher Zeitstellung sowie des Mittelalters und der Neuzeit.          | D-2-7440-0118 |      |
| (Standort) | Siedlung vor- und frühgeschichtlicher Zeitstellung, u. a. der Linear- und Stichbandkeramik          | D-2-7440-0167 |      |
| (Standort) | Untertägige mittelalterliche und frühneuzeitliche Befunde im Bereich der Kath. Kirche               | D-2-7440-0208 |      |
| (Standort) | Untertägige mittelalterliche und frühneuzeitliche Befunde                                           | D-2-7440-0209 |      |
| (Standort) | Siedlung vor- und frühgeschichtlicher Zeitstellung.                                                 | D-2-7440-0274 |      |
| (Standort) | Verebnetes Grabenwerk vor- und frühgeschichtlicher Zeitstellung.                                    | D-2-7540-0029 |      |
| (Standort) | Verebnete Grabhügel vor- und frühgeschichtlicher Zeitstellung.                                      | D-2-7540-0030 |      |
| (Standort) | Siedlung der Stichbandkeramik/Gruppe Oberlauterbach, der Münchshöfener Gruppe                       | D-2-7540-0031 |      |
| (Standort) | Siedlung vorgeschichtlicher Zeitstellung, u. a. der Stichbandkeramik                                | D-2-7540-0032 |      |
| (Standort) | Siedlung vor- und frühgeschichtlicher Zeitstellung.                                                 | D-2-7540-0033 |      |
| (Standort) | Siedlung der Münchshöfener Gruppe.                                                                  | D-2-7540-0034 |      |
| (Standort) | Siedlung der Gruppe Oberlauterbach.                                                                 | D-2-7540-0035 |      |
| (Standort) | Siedlung des Mittelneolithikums (Stichbandkeramik/Gruppe Oberlauterbach)                            | D-2-7540-0036 |      |
| (Standort) | Siedlung des Neolithikums, u. a. der Münchshöfener Gruppe, sowie der Bronzezeit.                    | D-2-7540-0037 |      |
| (Standort) | Siedlung vor- und frühgeschichtlicher Zeitstellung, u. a. des Neolithikums.                         | D-2-7540-0038 |      |
| (Standort) | Siedlung des Neolithikums.                                                                          | D-2-7540-0039 |      |
| (Standort) | Siedlung der Linearbandkeramik, des Mittelneolithikums, u. a. der Stichbandkeramik                  | D-2-7540-0041 |      |
| (Standort) | Siedlung des Neolithikums, u. a. der Stichbandkeramik/Gruppe Oberlauterbach                         | D-2-7540-0042 |      |
| (Standort) | Siedlung der Münchshöfener Gruppe und der Bronzezeit.                                               | D-2-7540-0043 |      |
| (Standort) | Siedlung des Mittelneolithikums, der frühen Bronzezeit und der Bronzezeit                           | D-2-7540-0044 |      |
| (Standort) | Siedlung des Neolithikums.                                                                          | D-2-7540-0045 |      |
| (Standort) | Verebnetes Grabenwerk und Siedlung vor- und frühgeschichtlicher Zeitstellung.                       | D-2-7540-0046 |      |
| (Standort) | Verebnetes rundes und viereckiges Grabenwerk vor- und frühgeschichtlicher Zeitstellung.             | D-2-7540-0047 |      |
| (Standort) | Verebnete Grabhügel vorgeschichtlicher Zeitstellung.                                                | D-2-7540-0057 |      |
| (Standort) | Siedlung der Münchshöfener Gruppe und der Metallzeiten, u. a. der Bronzezeit.                       | D-2-7540-0079 |      |
| (Standort) | Siedlung vor- und frühgeschichtlicher Zeitstellung.                                                 | D-2-7540-0112 |      |
| (Standort) | Siedlung vorgeschichtlicher Zeitstellung, u. a. des Neolithikums.                                   | D-2-7540-0126 |      |
| (Standort) | Bestattungsplatz oder Siedlung der späten Bronze- und Urnenfelderzeit                               | D-2-7540-0139 |      |
| (Standort) | Untertägige mittelalterliche und frühneuzeitliche Befunde im Bereich der Kath. Kirche               | D-2-7540-0160 |      |
| (Standort) | Untertägige frühneuzeitliche Befunde im Bereich der Kath. Kirche St. Florian (Wieskapelle)          | D-2-7540-0161 |      |
| (Standort) | Untertägige mittelalterliche und frühneuzeitliche Befunde                                           | D-2-7540-0163 |      |
| (Standort) | Untertägige mittelalterliche und frühneuzeitliche Befunde im Bereich der Kath. Kirche               | D-2-7540-0169 |      |
| (Standort) | Siedlung allgemein vorgeschichtlicher und neolithischer Zeitstellung.                               | D-2-7540-0243 |      |
| (Standort) | Siedlung allgemein vorgeschichtlicher und neolithischer Zeitstellung.                               | D-2-7540-0244 |      |